# Movimento transrealista
Segundo Sergio Badilla Castillo, o transrealismo poético ou ucronismo se gera a partir da transposição do tempo, isto é, se fundem as palcos temporários, no corpus textual e se interrompe, deste modo, a coerência linear entre passado, presente e futuro e a realidade se transforma em uma sorte de derivação ou laço intemporal com um trastempo, onde se representam ou executam as imagens e as ações poéticas . Desta maneira a ideia temporária adquire um caráter paracrónico ou de paracronía.
Outro elemento desta transitoriedade é a ucronía a partir de um ponto no passado no qual algum acontecimento sucedeu, de forma diferente a como o tem feito, na verdade (aquilo que pôde ser e não foi), na temporalidade material, mas que no entanto é possível de expressar-se como elemento emprazado no espaço imaterial,tomando como apoio as teorias de Einstein e Planck, respeito à conjunção espaço-tempo.
Respeito do quántum, Badilla Castillo, sustenta que o [transrealismo] poético, considera que o mundo concreto da experiência aparente se dissolve entre a mistura de transformações e conversões subatómicas que enfrenta a matéria permanentemente. O caos se encontra no miolo da matéria; é o elemento substancial e fortuito das transformações do cosmos ante nossa percepção singular e precária de todos os dias.
A maior certeza como seres criativos e poéticos, de acordo ao transrealismo,é que o universo impõe suas mudanças superiores na capacidade perceptiva e imaginária do cérebro, que este assume como uma realidade, subjetiva e plena de simbolismos e delírios.
Outra das características matrizes, da transrealidad de Badilla, é o encaixe da realidade com o mito, de maneira que não exista diferença entre certeza e incerteza. Para ele, a evidência é um ato de xamanismo que está determinado pela circunstâncias e a alteração do equilíbrio temporo/espacial